# Mexico City Blues
Mexico City Blues es un poema publicado por Jack Kerouac en 1959, compuesto por 242 "coros" o stanzas. Con esta publicación, su autor deseaba incluirse en la corriente de la poesía jazz.
La mayor parte de sus poemas fueron escritos en un lapso de tres semanas en 1955 en México, acompañado de William Burroughs.